# Mickaël Gaffoor
Mickaël Ziard Alain Gaffoor (* 21. Januar 1987 in Bezons) ist ein französischer Fußballspieler. Seit 2015 spielt er für den CD Mirandés in der spanischen zweiten Liga.

## Karriere
Gaffoor begann seine Karriere beim AS Saint-Étienne. 2006 wechselte er zum AF Rodez. 2007 wechselte er nach Spanien zum Sangonera Atlético CF. 2008 wechselte er zum Zweitligisten Real Saragossa, mit dem er 2009 in die erste Liga aufstieg. In seinen zwei Jahren bei Saragossa spielte er nie. 2010 wechselte er zu Celta Vigo, wo er jedoch nur für Celta Vigo B spielte. 2011 wechselte er zum Zweitligisten CD Guadalajara. Sein Ligadebüt gab er am 9. Spieltag 2011/12 gegen den FC Barcelona B. Nach dem Abstieg in die dritte Liga 2013 wechselte er zum Zweitligisten CD Numancia. 2015 wechselte er zum Ligakonkurrenten CD Mirandés.